# Borja López
Borja López Menéndez (* 2. Februar 1994 in Gijón) ist ein spanischer Fußballspieler. Er steht seit Sommer 2022 beim SV Zulte Waregem unter Vertrag.

## Karriere

### Im Verein
López wurde in der asturischen Stadt Gijón geboren und spielte zunächst bis zur U-10 bei Xeitosa und wechselte anschließend in die U-12 von Sporting Gijón. Am 16. November 2012 kam López erstmals in der ersten Mannschaft in der Segunda División zum Einsatz. In der gesamten Saison 2012/13 absolvierte er 19 Partien.
Zur Saison 2013/14 wechselte López für rund 2,2 Mio. Euro in die französische Ligue 1 zur AS Monaco, bei der er einen bis zum 30. Juni 2017 datierten Vierjahresvertrag erhielt. In Monaco konnte er sich allerdings nicht durchsetzen und kam nur zu einem Ligaeinsatz. Ende Januar 2014 wurde López daher bis zum Saisonende in die spanische Primera División an Rayo Vallecano ausgeliehen. Dort kam er gegen Saisonende zu drei Ligaeinsätzen.
Zur Saison 2014/15 kehrte López nach Monaco zurück, kam aber nur zu seinem Einsatz im Ligapokal. Am 29. Januar 2015 wurde er erneut bis zum Saisonende in seine Heimat, diesmal an Deportivo La Coruña, ausgeliehen, kam dort aber nicht zum Einsatz.
Zur Saison 2015/16 kehrte López nicht nach Monaco zurück, sondern wechselte auf Leihbasis in die portugiesische Primeira Liga zum FC Arouca. Dort kam er allerdings nur auf drei Einsätze im Ligapokal.
Am 30. Januar 2016 wurde die Leihe mit dem FC Arouca beendet. López wechselte daraufhin in die zweite Mannschaft des FC Barcelona, bei dem er einen Vertrag bis zum 30. Juni 2018 erhielt. Dort kam er bis zum Saisonende auf zehn Einsätze in der drittklassigen Segunda División B. Am 30. November 2016 kam López beim 1:1-Unentschieden gegen Hércules Alicante im Sechzehntelfinal-Hinspiel der Copa del Rey erstmals in der ersten Mannschaft zum Einsatz.
Im Sommer 2017 verließ der Spanier Barcelona wieder und wechselte nach Kroatien zu Hajduk Split. Nach zwei Jahren in der 1. HNL wechselte er zurück in sein Heimatland zu seinem Ausbildungsverein Sporting Gijón. Dort verbrachte er weitere drei Jahre, bevor er sich im Sommer 2022 dem SV Zulte Waregem anschloss. In der ersten Saison bestritt er 19 von 34 möglichen Ligaspielen für Waregem, in denen er ein Tor schoss, sowie zwei Pokalspiele.

### In der Nationalmannschaft
López spielte für die U-18-, U-19- und U-20-Auswahl Spaniens.